# ماریا-ویکتوریا دراگوس
ماریا-ویکتوریا دراگوس (رومانیایی: Maria-Victoria Dragus؛ زادهٔ ۱۹۹۴) هنرپیشه رومانیایی‌تبار اهل آلمان است.
از فیلم‌ها یا برنامه‌های تلویزیونی که وی در آن نقش داشته‌است می‌توان به روبان سفید، ۲۴ هفته، فارغ‌التحصیلی، و ماری ملکه اسکاتلند اشاره کرد.
وی همچنین برندهٔ جوایزی همچون جایزه فیلم آلمان شده‌است.